# Tampa Bay Strong Dogs
I Tampa Strong Dogs sono stati una franchigia di pallacanestro della ABA 2000, con sede a Tampa, Florida.

## Storia
Nacquero come Harlem Revival ad Harlem, New York, nel 2004, ma cambiarono subito nome in Harlem Strong Dogs prima della stagione 2004-05. Dopo la stagione 2005-06, si trasferirono a Tampa, assumendo il nome di Tampa Bay Strong Dogs. Il proprietario decise di non giocare nella stagione 2006-07, per carenza di sponsor, rimandando il debutto in Florida alla stagione successiva. Di fatto però non giocarono mai con la nuova denominazione.

## Stagioni
| Stagione | Lega     | Denominazione      | V  | P  | %    | Piazzamento | Play-off         |
| -------- | -------- | ------------------ | -- | -- | ---- | ----------- | ---------------- |
| 2004-05  | ABA 2000 | Harlem Strong Dogs | 14 | 6  | 70,0 | 2º          | Quarti di finale |
| 2005-06  | ABA 2000 | Harlem Strong Dogs | 19 | 13 | 59,4 | 1º          | Quarti di finale |